# Похлепа
Похлепа (или среброљубље, лат. avaritia) је незасита жеља за материјалном добитком (било да је то храна, новац, земља или живе/неживе ствари) или друштвена вредност, као што су статус или моћ.

## Природа похлепе
Првобитна мотивација за (или сврха) похлепе и радњи повезаних са њом може бити промоција личног или породичног опстанка. Истовремено може бити намера да се конкурентима ускрате или спрече потенцијална средства (за основни опстанак и удобност) или будуће могућности; стога је подмукло или тиранско и има негативну конотацију. Алтернативно, сврха може бити одбрана или контраактиван одговор на такве препреке које представљају други.
Модерна економска мисао често разликује похлепу од личног интереса, чак и у својим најранијим делима, и улаже значајан труд у разликовање границе између њих двоје. До средине 19. века – под утицајем феноменолошких идеја Георга Вилхелма Фридриха Хегела – економски и политички мислиоци почели су да дефинишу похлепу својствену структури друштва као негативну и инхибиторску за развој друштава. Џон Мејнард Кејнс је написао: „Светом се не управља толико одозго да се приватни и друштвени интерес увек поклапају. Није тако управљано овде доле да се у пракси поклапају.“ Оба става и даље постављају фундаментална питања у данашњем економском размишљању.
Макс Вебер је тврдио да дух капитализма интегрише филозофију похлепе обојену утилитаризмом. Вебер такође каже да је, према протестантској радној етици, „богатство етички лоше само уколико је искушење за лењост и грешно уживање у животу, а његово стицање је лоше само када је са циљем каснијег веселог и безбрижног живота.“
Као секуларни психолошки концепт, похлепа је прекомерна жудња за стицањем или поседовањем више него што је потребно. Степен прекомерности повезан је са немогућношћу контроле преформулисања „жудње“ када се жељене „потребе“ елиминишу. Карактерише је незасита жеља за више, али и незадовољство оним што се тренутно поседује. Ерих Фром је описао похлепу као „бездан који исцрпљује особу у бескрајном напору да задовољи потребу, а да никада не достигне задовољство“. Склоност појединца ка похлепи може се посматрати као особина личности која се може мерити. Са оваквим мерама, утврђено је да је похлепа повезана са финансијским понашањем (и позитивним у зарађивању и негативним у мањем позајмљивању/штедњи), са неетичким понашањем и да се негативно односи на благостање.

## Ставови о похлепи

### Код животиња
Примери похлепе код животиња у књижевним запажањима често су приписивање људских мотивација другим врстама. Понашање пса у јаслама или свињско понашање су типични примери. Карактеристике ждеравца (чији научни назив (Gulo gulo) значи „прождрљивац“) указују и на његов превелики апетит и на његову склоност ка кварењу хране која преостаје након што се преједе.

### Древни погледи
Антички погледи на похлепу обилују у скоро свакој култури. У класичној грчкој мисли, плеонексија (неправедна жеља за опипљивом/неопипљивом вредношћу коју други постижу) разматра се у делима Платона и Аристотела. Панхеленско неодобравање похлепе огледа се у митској казни која је изречена Танталу, коме се увек ускраћују храна и вода. Каснорепубликански и царски политичари и историјски писци криви су за пропаст Римске републике похлепу за богатством и моћи, од Салустија Криспа и Плутарха до Грака и Цицерона. Персијска царства су имала троглавог зороастријског демона Ази Дахаку (који представља неутољену жељу) као стални део свог фолклора. У санскритским Дхармашастрама „корен сваког неморала је лобха (похлепа)“, како је наведено у Мануовим законима (7:49). У раној Кини, и текстови Шај Ђан Ђинг и Цуо Џуан убрајају похлепног Таотија међу злонамерне четири опасности које опседају богове и људе. Приче северноамеричких Индијанаца често приказују медведе као заговорнике похлепе (сматране великом претњом у комуналном друштву). Похлепа је такође персонификована лисицом у раној алегоријској литератури многих земаља.
Похлепа (као културни квалитет) је често била приписивана као расна погрдна реч код старих Грка и Римљана; као таква је коришћена против Египћана, Пуна или других оријенталних народа; и генерално против свих непријатеља или људи чији су обичаји сматрани чудним. До касног средњег века увреда је била широко усмерена ка Јеврејима.
У Мојсијевим књигама, Десет Божјих заповести о једином божанству записане су у књизи Изласка (20:2-17), а затим поново у Поновљеном закону (5:6-21); две од њих се посебно директно баве похлепом, забрањујући крађу и похлепу. Ове заповести су морални темељи не само јудаизма, већ и хришћанства, ислама, унитарног универзализма и бахаи вере, између осталог. Куран саветује да се не троши расипно, јер су расипници браћа ђаволима..., али такође каже да се рука не веже око врата...“ Хришћанска јеванђеља цитирају Исуса како каже: „Гледајте и чувајте се сваке грамзивости, јер нико не живи од имовине своје, што је сувише богат.“ и „Јер све што је на свијету, тјелесна жеља, и жеља очију, и понос живота, није од оца, него је од овога свијета.“

#### Аристофан
У Аристофановом сатиру Плутос, Атињанин и његов роб говоре Плутосу, богу богатства, да иако се људи могу уморити од похлепе за љубављу, музиком, смоквама и другим задовољствима, никада се неће уморити од похлепе за богатством:
Ако човек има тринаест талената, има још већу жељу да поседује шеснаест; ако се та жеља оствари, желеће четрдесет или ће се жалити да не зна како да састави крај с крајем.

#### Лукреције
Римски песник Лукреције сматрао је да су страх од смрти и сиромаштво главни покретачи похлепе, са опасним последицама по морал и поредак:
And greed, again, and the blind lust of honours

   Which force poor wretches past the bounds of law,

   And, oft allies and ministers of crime,

   To push through nights and days with hugest toil

   To rise untrammelled to the peaks of power—

   These wounds of life in no mean part are kept

   Festering and open by this fright of death.

#### Епиктет
Римски стоик Епиктет је такође видео опасне моралне последице похлепе, па је саветовао похлепнима да се уместо тога поносе тиме што се ослободе жеље за богатством, уместо да буду попут човека са грозницом који не може да пије до ситости:
Не, какву би цену сами богати, и они који држе функције и који живе са лепим женама, дали да презру богатство и положај и саме жене које воле и освајају! Зар не знате каква је жеђ човека у грозници, колико се разликује од жеђи здравог човека? Здрав човек пије и жеђ му нестаје: други се на тренутак одушеви, а онда му се заврти у глави, вода се претвара у жуч, повраћа и има грчеве, и још је жеднији. Такво је стање човека кога прогања жеља за богатством или положајем, и у браку са дивном женом: љубомора га обузима, страх од губитка, срамотне речи, срамотне мисли, непристојна дела.

#### Свети Амброзије
У својој егзегези о Навутеју ( De Nabute, 389) Амброзије Милански пише „omnium est terra, non diuitam, sed pauciores qui non utuntur suo quam qui utuntur“, што је папа Павле VI превео као „Земља припада свима, не само богатима“. Његово веровање је да је наша брига једни за друге сила која ствара друштво и држи га на окупу; и да похлепа уништава ову везу.

#### Древна Кина
Лао Це, полулегендарни оснивач таоизма, критиковао је жељу за профитом у односу на друштвено добро. У Књизи пута и врлине, Лао Це примећује да „што више оруђа људи имају да повећају свој профит, то је већи неред у држави и клану.“
Сјуенци је веровао да су себичност и похлепа основни аспекти људске природе и да друштво мора настојати да сузбије ове негативне тенденције строгим законима. Ово веровање је било основа легализма, филозофије која ће постати преовлађујућа идеологија династије Ћин и наставља да буде утицајна у Кини данас.
Насупрот томе, филозоф Јанг Чу био је познат по свом залагању за потпуни лични интерес. Међутим, школа јангизма није посебно подржавала похлепу; већ је истицала облик хедонизма где индивидуална добробит има предност над свим осталим.
Менције је био уверен у урођену доброту људске природе, али је ипак упозоравао на претерану тежњу ка похлепи. Као и Лао Це, био је забринут због дестабилизујућих и разарајућих ефеката похлепе: „У случају када је убијен господар државе од десет хиљада кочија, то мора бити од стране породице са хиљаду кочија. У случају када је убијен господар државе од хиљаду кочија, то мора бити од стране породице са стотину кочија. Хиљаду од десет хиљада, или сто од хиљаду, не може се сматрати малим бројем. Али ако се праведност стави иза, а профит испред, човек неће бити задовољан без грабежа [од других].“

### Средњовековна Европа

#### Августин Хипонски
У петом веку, Августин Хипонски је написао:
Похлепа није мана у жељеном злату, већ у човеку који га воли перверзно, падајући из правде коју би требало да сматра неупоредиво супериорнијом од злата [...]

#### Тома Аквински
Свети Тома Аквински каже да је похлепа „грех против Бога, баш као и сви смртни греси, уколико човек осуђује вечне ствари зарад пролазних ствари.“‍:A1 Такође је написао да похлепа може бити „грех директно против ближњег, јер један човек не може преобилно имати спољашње богатство, а да га други човек не оскудева, јер многи не могу истовремено поседовати временска добра“.

#### Данте Алигијери
Дантеова епска поема „Пакао“ из 14. века кажњава оне који су починили смртни грех похлепе у четвртом од девет кругова пакла. Становници су шкртице, гомилачи и расипници; морају стално да се боре једни против других. Дух водиља, Вергилије, говори песнику да су ове душе изгубиле своју личност у свом нереду и да више нису препознатљиве: „Тај подли живот, који их је раније чинио гнуснима, сада их чини мрачним и сваком знању неразумљивим.“ У Дантеовом чистилишту, похлепни покајници су били везани и положени лицем надоле на земљу јер су се превише концентрисали на земаљске мисли.

#### Џефри Чосер
Дантеов скоро савременик, Џефри Чосер, писао је о похлепи у свом Прологу „Приче о помиловачу“ следећим речима: „Radix malorum est Cupiditas“ (или „корен сваког зла је похлепа“); међутим, сам Помиловач нам служи као карикатура црквене похлепе.

### Рана модерна Европа

#### Мартин Лутер
Мартин Лутер је посебно осудио похлепу зеленаша:
Дакле, нема ли на овој земљи већег непријатеља човека (после ђавола) од лихвара и зеленаша, јер он жели да буде Бог над свим људима. Турци, војници и тирани су такође лоши људи, али морају да пусте људе да живе и признају да су лоши и непријатељи, и чак морају, с времена на време, да покажу сажаљење према некима. Али зеленаш и прождрљивац новца, такав би желео да цео свет пропадне од глади и жеђи, беде и оскудице, колико год може, како би могао све имати за себе, и да сви могу примати од њега као од Бога, и да буду његови слуге заувек. Да носи лепе огртаче, златне ланце, прстење, да брише уста, да буде сматран и прихваћен за достојног, побожног човека... Зеленаш је огромно чудовиште, попут вукодлака, који уништава све, више од било ког Какоа, Гериона или Анта. Ипак се кити, и сматра се побожним, тако да људи не виде где су волови отишли, које он вуче натраг у своју јазбину.

#### Мишел де Монтењ
Мишел де Монтењ је сматрао да „није оскудица, већ обиље оно што ствара похлепу“, да „закључујем да су сви богати људи похлепни“ и да:
Највећа је лудост коју можемо замислити очекивати да нас срећа икада довољно наоружа против саме себе; борићемо се против ње сопственим оружјем; случајно оружје ће нас издати у најкраћем року. Ако га складиштим, то је због неке блиске и промишљене сврхе; не да бих купио земљу, која ми није потребна, већ да бих купио задовољство:

 "Non esse cupidum, pecunia est; non esse emacem, vertigal est."
[„Не бити похлепан је новац; не бити грамзив је приход.“ — Цицерон, Парадокс , vi. 3.]
Нити се много плашим да желим, нити желим било шта више:
"Divinarum fructus est in copia; copiam declarat satietas."
[„Плод богатства је у изобиљу; ситост објављује изобиље.“ —Idem, ibid. , vi. 2.]

 И веома сам задовољан што се ова реформација у мени догодила у доба природно склоном похлепи, и што видим себе ослобођеног лудости тако уобичајене за старе људе, и најсмешније од свих људских лудости.

#### Барух Спиноза
Барух Спиноза је сматрао да су масе више заокупљене зарађивањем новца него било којом другом активношћу, јер им се, како је веровао, чинило да је трошење новца предуслов за уживање у било којој добри и услугама. Ипак, није сматрао да је ова преокупација нужно облик похлепе и сматрао је да је етика ситуације била нијансирана:
Ова последица је кривица само оних који траже новац не због сиромаштва или да би задовољили своје неопходне потребе, већ зато што су научили вештине стицања користи, којима себе доводе до великог сјаја. Свакако, они хране своја тела, по обичају, али оскудно, верујући да губе онолико свог богатства колико троше на очување свог тела. Али они који знају праву употребу новца и који меру богатства одређују искључиво у односу на своје стварне потребе, живе задовољни са малим.

#### Џон Лок
Џон Лок тврди да је неискоришћена имовина расипање и прекршај против природе, јер „колико свако може искористити за било какву корист од живота пре него што се он поквари; толико може својим радом поправити имовину. Све што је преко овога, више је од његовог удела и припада другима.“

#### Лоренс Стерн
У роману Лоренса Стерна „Тристрам Шенди“, насловни лик описује похлепу свог ујака за знањем о утврђењима, рекавши да „жеља за знањем, попут жеђи за богатством, расте све више са његовим стицањем“, да „што је мој ујак Тоби више проучавао своју мапу, то му се више свиђала“ и да „што је мој ујак Тоби више пио из овог слатког извора науке, то је већа била врућина и нестрпљење његове жеђи“.

#### Жан Жак Русо
Швајцарски филозоф Жан Жак Русо упоредио је човека у природном стању, коме није потребна похлепа јер може да нађе храну било где, са човеком у друштвеном стању:
за кога прво треба обезбедити најнеопходније, а затим вишак; затим следе посластице, затим огромно богатство, затим поданици, па онда робови. Он не ужива ни тренутак опуштања; а што је још чудније, што су његове жеље мање природне и хитне, то су његове страсти тврдоглавије и, још горе, то је више у његовој моћи да их задовољи; тако да након дугог тока просперитета, након што је прогутао благо и уништио мноштво, јунак на крају пресеца сва грла док се коначно не нађе као једини господар света. Таква је у минијатури морална слика, ако не људског живота, онда барем тајних претензија срца цивилизованог човека.

#### Адам Смит
Политички економиста Адам Смит сматрао је да је похлепа за храном ограничена, али да је похлепа за другим добрима неограничена:
Богати човек не троши више хране од свог сиромашног комшије. По квалитету може бити веома различита, а за њен избор и припрему може бити потребно више рада и вештине; али по количини је готово иста. Али упоредите пространу палату и велики гардеробер једног, са колибом и малобројним крпама другог, и бићете осетљиви да је разлика између њихове одеће, смештаја и кућног намештаја готово једнако велика по количини колико и по квалитету. Жеља за храном је код сваког човека ограничена уским капацитетом људског желуца; али жеља за погодностима и украсима зграда, одеће, опреме и кућног намештаја изгледа да нема ограничења или одређене границе. „Не очекујемо свој ручак од доброчинства месара, пивара или пекара, већ од њихове бриге за сопствени интерес.“

#### Едвард Гибон
У свом извештају о пљачки Рима, историчар Едвард Гибон примећује да:
похлепа је незасита и универзална страст; будући да се уживање у скоро сваком предмету који може пружити задовољство различитим укусима и темпераментима човечанства може стећи поседовањем богатства. Приликом пљачке Рима, праведна предност је дата злату и накиту, који садрже највећу вредност у најмањем обиму и тежини: али, након што су ова преносива блага однели марљивији пљачкаши, римске палате су грубо лишене свог сјајног и скупоценог намештаја.

### Модерни период

#### Џон Стјуарт Мил
У свом есеју „Утилитаризам“, Џон Стјуарт Мил пише о похлепи за новцем која каже:
Љубав према новцу није само једна од најјачих покретачких сила људског живота, већ се новац, у многим случајевима, жели сам по себи; жеља да се поседује често је јача од жеље да се користи и наставља да расте када све жеље које указују на циљеве изван њега, да буду њиме обухваћене, нестану. Тада се може с правом рећи да се новац жели не због циља, већ као део циља. Од средства за срећу, он је постао главни састојак индивидуалне концепције среће. Исто се може рећи и за већину великих циљева људског живота - моћ, на пример, или слава; осим што уз сваки од њих постоји одређена количина непосредног задовољства, које има барем привид да је природно својствено њима; нешто што се не може рећи за новац.

#### Јохан Волфганг фон Гете
У трагичној драми Јохана Волфганга фон Гетеа „Фауст“, Мефистофелес, прерушен у гладног човека, долази код Плутоса, прерушеног Фауста, да му изрече опомену о похлепном животу изнад својих могућности:
Starveling. Away from me, ye odious crew!

  Welcome, I know, I never am to you.

  When hearth and home were women's zone,

  As Avaritia I was known.

  Then did our household thrive throughout,

  For much came in and naught went out!

  Zealous was I for chest and bin;

  'Twas even said my zeal was sin.

  But since in years most recent and depraving

  Woman is wont no longer to be saving

  And, like each tardy payer, collars

  Far more desires than she has dollars,

  The husband now has much to bore him;

  Wherever he looks, debts loom before him.

  Her spinning-money is turned over

  To grace her body or her lover;

  Better she feasts and drinks still more

  With all her wretched lover-corps.

  Gold charms me all the more for this:

  Male's now my gender, I am Avarice!

 Leader of the Women.

  With dragons be the dragon avaricious,

  It's naught but lies, deceiving stuff!

  To stir up men he comes, malicious,

  Whereas men now are troublesome enough.
Пред крај драме, Фауст се исповеда Мефистофелесу:
That's the worst suffering can bring,

Being rich, to feel we lack something.

#### Карл Маркс
Карл Маркс је сматрао да су „похлепа и жеља за богаћењем владајуће страсти“ у срцу сваког капиталисте у развоју, који касније развија „фаустовски сукоб“ у свом срцу „између страсти за акумулацијом и жеље за уживањем“ у свом богатству. Такође је изјавио да „са могућношћу чувања и складиштења разменске вредности у облику одређене робе, настаје и похлепа за златом“ и да су „напоран рад, штедња и похлепа стога три главне врлине [гомилача], а продати много, а купити мало је збир његове политичке економије.“ Маркс је на следећи начин разматрао оно што је видео као специфичну природу похлепе капиталиста:
Стога се употребне вредности никада не смеју сматрати правим циљем капиталисте; нити се сме профит од било које појединачне трансакције. Само немирни, бескрајни процес стицања профита је оно чему он тежи. Ова безгранична похлепа за богатством, ова страствена јурњава за разменском вредношћу, заједничка је капиталисти и шкртици; али док је шкртица само полудели капиталиста, капиталиста је рационални шкртица. Бесконачно увећање разменске вредности, коме шкртица тежи, настојећи да спасе свој новац из оптицаја, оштрије остварује га сталним изнова у оптицај.

#### Мехер Баба
Мехер Баба је диктирао да је „Похлепа је стање немира срца и састоји се углавном од жудње за моћи и поседом. Поседовање и моћ се траже ради испуњења жеља. Човек је само делимично задовољан у свом покушају да се његове жеље испуне, а ово делимично задовољство распирује и повећава пламен жудње уместо да га угаси. Дакле, похлепа увек проналази бескрајно поље освајања и оставља човека бескрајно незадовољним. Главни изрази похлепе повезани су са емоционалним делом човека.“

#### Павле VI / Јован Павле II
Године 1967, папа Павле VI издао је енциклику Populorum progressio која је позивала на „заједнички напор за развој људске расе у целини“. Упозорио је да „искључива тежња ка материјалним добрима спречава човеков раст као људског бића и стоји у супротности са његовом истинском величином. Похлепа, код појединаца и код народа, најочигледнији је облик оскуделог моралног развоја.“ Двадесет година касније, последњих дана 1987. године, папа Јован Павле II објавио је енциклику Sollicitudo rei socialis. Међу изјавама је била и ова: „Међу поступцима и ставовима који се супротстављају Божјој вољи два су веома типична: похлепа и жеђ за моћи. Не само појединци греше на тај начин; тако греше и нације и светски блокови.“

#### Иван Боески
Американац Иван Боески је познато бранио похлепу у говору на додели диплома 18. маја 1986. на Школи за пословну администрацију Универзитета Калифорније Беркли, у којем је рекао: „Узгред, похлепа је у реду. Желим да то знаш. Мислим да је похлепа здрава. Можеш бити похлепан, а ипак се осећати добро у својој кожи.“ Овај говор је инспирисао филм „Вол стрит“ из 1987. године, у којем се налази чувена реченица Гордона Гека: „Похлепа, у недостатку боље речи, је добра. Похлепа је исправна, похлепа делује. Похлепа разјашњава, пробија и хвата суштину еволутивног духа. Похлепа, у свим својим облицима; похлепа за животом, за новцем, за љубављу, знањем, обележила је узлазни успон човечанства.“

#### Дејвид Клем
Теолог Дејвид Клем је сумирао Августина Хипонског како би нагласио његов став да је љубав према земаљским стварима опасна: „Већина људи... се везује за своје објекте жеље и на тај начин их заправо поседује“, у потреби и зависности. То је, каже Клем на другом месту, „разгледање излога душе у коме се губим у жељама за плитким и неистинитим добрима“. Али „они који користе своју приватну имовину ради уживања у Богу, одвајају се од својих добара и тиме их добро поседују“.

## Инспирације
Скупљање и гомилање материјала или предмета, крађа и пљачка, посебно путем насиља, преваре или манипулације влашћу, све су то радње које могу бити инспирисане похлепом. Таква недела могу укључивати симонију, где неко профитира од тражења робе унутар самих граница цркве. Познати пример похлепе је пират Хендрик Луцифер, који се сатима борио да би стекао кубанско злато, при чему је смртно рањен. Преминуо је од задобијених рана 1627, неколико сати након што је пребацио плен на свој брод. 

## Генетика
Нека истраживања указују да постоји генетска основа за похлепу. Могуће је да се људи који имају краћу верзију гена немилосрдности (AVPR1a) понашају себичније.

## Уметност
Године 1558, Питер ван дер Хајден је персонификовао похлепу у својој гравираној слици према цртежима Питера Бројгела Старијег. У скорије време, уметници попут Умберта Романа (1950), Мајкла Крег-Мартина (2008) и Дида (2012) посветили су уметничка дела похлепи.